# Municipio de Sewickley
El municipio de Sewickley (en inglés: Sewickley Township) es un municipio ubicado en el condado de Westmoreland en el estado estadounidense de Pensilvania. En el año 2000 tenía una población de 6,230 habitantes y una densidad poblacional de 90 personas por km².

## Geografía
El municipio de Sewickley se encuentra ubicado en las coordenadas 40°14′00″N 79°42′59″O / 40.23333, -79.71639.

## Demografía
Según la Oficina del Censo en 2000 los ingresos medios por hogar en la localidad eran de $32,677 y los ingresos medios por familia eran $40,011. Los hombres tenían unos ingresos medios de $33,922 frente a los $20,785 para las mujeres. La renta per cápita para la localidad era de $15,846. Alrededor del 13,3% de la población estaban por debajo del umbral de pobreza.